# Віртон (Західна Вірджинія)
Віртон (англ. Weirton) — місто (англ. city) в США, в округах Генкок і Брук штату Західна Вірджинія. Населення — 19 163 особи (2020).

## Географія
Віртон розташований за координатами 40°24′23″ пн. ш. 80°33′56″ зх. д. / 40.40639° пн. ш. 80.56556° зх. д. (40.406331, -80.565580).  За даними Бюро перепису населення США в 2010 році місто мало площу 49,90 км², з яких 46,76 км² — суходіл та 3,14 км² — водойми.
Розташовуючись у найвужчій частині штату Західна Вірджинія, Віртон межує на заході зі штатом Огайо, а на сході зі штатом Пенсільванія. Розташоване приблизно в 35 милях на захід від міста Піттсбург, штат Пенсильванія. Міжнародний аеропорт Піттсбург розташовується менш ніж в 30 милях від міста.

### Клімат
| Клімат : Віртон         | Клімат : Віртон | Клімат : Віртон | Клімат : Віртон | Клімат : Віртон | Клімат : Віртон | Клімат : Віртон | Клімат : Віртон | Клімат : Віртон | Клімат : Віртон | Клімат : Віртон | Клімат : Віртон | Клімат : Віртон | Клімат : Віртон |
| Показник                | Січ.            | Лют.            | Бер.            | Квіт.           | Трав.           | Черв.           | Лип.            | Серп.           | Вер.            | Жовт.           | Лист.           | Груд.           | Рік             |
| Абсолютний максимум, °C | 23,9            | 25,0            | 28,9            | 31,7            | 33,9            | 36,7            | 38,9            | 37,8            | 38,3            | 32,8            | 29,4            | 25,0            | 38,9            |
| Середній максимум, °C   | 2,2             | 4,4             | 10,6            | 16,7            | 22,2            | 26,7            | 28,3            | 27,8            | 23,9            | 17,8            | 11,1            | 5,0             | 16,4            |
| Середній мінімум, °C    | −6,7            | −5              | −1,1            | 3,9             | 9,4             | 14,4            | 17,2            | 16,7            | 12,8            | 6,1             | 1,1             | −3,9            | 5,5             |
| Абсолютний мінімум, °C  | −30             | −22,2           | −18,3           | −9,4            | −4,4            | 1,1             | 6,1             | 4,4             | 0,6             | −7,2            | −18,3           | −25,6           | −30             |
| Норма опадів, мм        | 72              | 62              | 84              | 81              | 104             | 111             | 108             | 98              | 83              | 64              | 86              | 76              | 1029            |
| ----------------------- | --------------- | --------------- | --------------- | --------------- | --------------- | --------------- | --------------- | --------------- | --------------- | --------------- | --------------- | --------------- | --------------- |
| Джерело: weather.com    |                 |                 |                 |                 |                 |                 |                 |                 |                 |                 |                 |                 |                 |

## Демографія
Згідно з переписом 2010 року, у місті мешкало 19 746 осіб у 8839 домогосподарствах у складі 5507 родин. Густота населення становила 396 осіб/км².  Було 9645 помешкань (193/км²).
Расовий склад населення:
| - 93,7 % — білих - 3,9 % — чорних або афроамериканців - 0,5 % — азіатів - 0,1 % — корінних американців |

До двох чи більше рас належало 1,6 %. Частка іспаномовних становила 1,0 % від усіх жителів.
За віковим діапазоном населення розподілялося таким чином: 19,4 % — особи молодші 18 років, 60,0 % — особи у віці 18—64 років, 20,6 % — особи у віці 65 років та старші. Медіана віку мешканця становила 46,0 року. На 100 осіб жіночої статі у місті припадало 89,8 чоловіків;  на 100 жінок у віці від 18 років та старших — 86,6 чоловіків також старших 18 років.
Середній дохід на одне домашнє господарство  становив 55 747 доларів США (медіана — 39 832), а середній дохід на одну сім'ю — 71 914 долари (медіана — 55 568). Медіана доходів становила 42 830 доларів для чоловіків та 32 721 долар для жінок. За межею бідності перебувало 17,2 % осіб, у тому числі 36,0 % дітей у віці до 18 років та 7,7 % осіб у віці 65 років та старших.
Цивільне працевлаштоване населення становило 8763 особи. Основні галузі зайнятості: освіта, охорона здоров'я та соціальна допомога — 26,5 %, роздрібна торгівля — 12,9 %, мистецтво, розваги та відпочинок — 11,1 %, виробництво — 10,0 %.